# Denso
Denso Corporation (jap. 株式会社デンソー Kabushiki-gaisha Densō) – japoński koncern produkujący części samochodowe z siedzibą główną w Kariya, założony 16 grudnia 1949 jako Nippondenso Co. Ltd. (jap. 日本電装株式会社 Nippon Densō Kabushiki-gaisha).

## Historia
Denso na początku wytwarzało części elektryczne dla Toyoty, a po II wojnie światowej firmy rozdzielono. W roku 2014 sprzedaż części do koncernu Toyota stanowił ok. 50% przychodów firmy, a 41.2% przychodów wygenerowała sprzedaż dla innych producentów samochodów z Japonii, Niemiec, USA i Chin.
W roku 2013 koncern Denso kontrolował 184 spółki zależne (68 w Japonii, 34 w obu Amerykach, 34 w Europie i 48 w Azji), z liczbą zatrudnionych wynoszącą 132 tys.

## Sprzedaż
Koncern znany jest z rozwijania i wytwarzania różnych części samochodowych, m.in. oprzyrządowania dla silników spalinowych (o zapłonie iskrowym i o zapłonie samoczynnym), elementów pojazdów hybrydowych, świec zapłonowych, robotów przemysłowych. W 2014 roku globalna sprzedaż koncernu Denso była podzielona między sektory produktów następująco:
- Układy chłodzenia i klimatyzacji 30.4%
- Układy kontroli przeniesienia napędu 35,0%
- Układy elektryczne i elektroniczne 24,7%
- Silniki elektryczne 7,0%
- Inne produkty dla przemysłu samochodowego 1,4%
- Układy przemysłowe, produkty konsumenckie 1,1%
- Pozostałe produkty 0,4%